# Discovery Health Channel
Discovery Health Channel foi um canal estadounidense de televisão por assinatura. Lançado em julho de 1998, era propriedade da Discovery Communications como um spin-off do Discovery Channel, com foco em programação voltada para saúde e bem-estar.
No início, a programação consistia em repetições da programação com temas médicos e de saúde de outras redes Discovery, particularmente TLC. À medida em que a rede amadureceu, começou a produzir sua própria série de reality shows. O canal também exibiu episódios da série dramática médica da CBS Chicago Hope. Também exibiu programas relacionados a exercícios físicos, a maioria dos quais mais tarde foram transferidos para a FitTV.
Em 15 de janeiro de 2008, a Discovery anunciou uma joint venture com a Harpo Productions, de Oprah Winfrey, para relançar o Discovery Health como OWN: The Oprah Winfrey Network, em 2009. Depois de vários atrasos, o OWN foi lançado oficialmente em 1º de janeiro de 2011, substituindo o Discovery Health.
Em 1º de fevereiro de 2011, a FitTV foi rebatizada como Discovery Fit & Health. A rede inicialmente fundiu a programação do Discovery Health com a programação de fitness da FitTV como complemento. Foi relançado em 2015 como Discovery Life, para refletir a inclusão de programas sobre eventos da vida e histórias de família.